# Svartbäcken, Uppsala
Svartbäcken är en stadsdel i norra Uppsala, belägen norr om Uppsala centrum på Fyrisåns östra sida. 
Omnämnd som Svartabek - efter ett biflöde som ansluter till Fyrisån strax norr om Skolgatan i centrala Uppsala - redan 1305, är Svartbäcken Uppsalas äldsta stadsdel.[källa behövs] Stadsdelens gränser har kommit att förändras genom århundradena, med en gradvis utvidgning norrut från stadens centrum, längs Svartbäcksgatan, i takt med att staden vuxit.

## Geografisk avgränsning

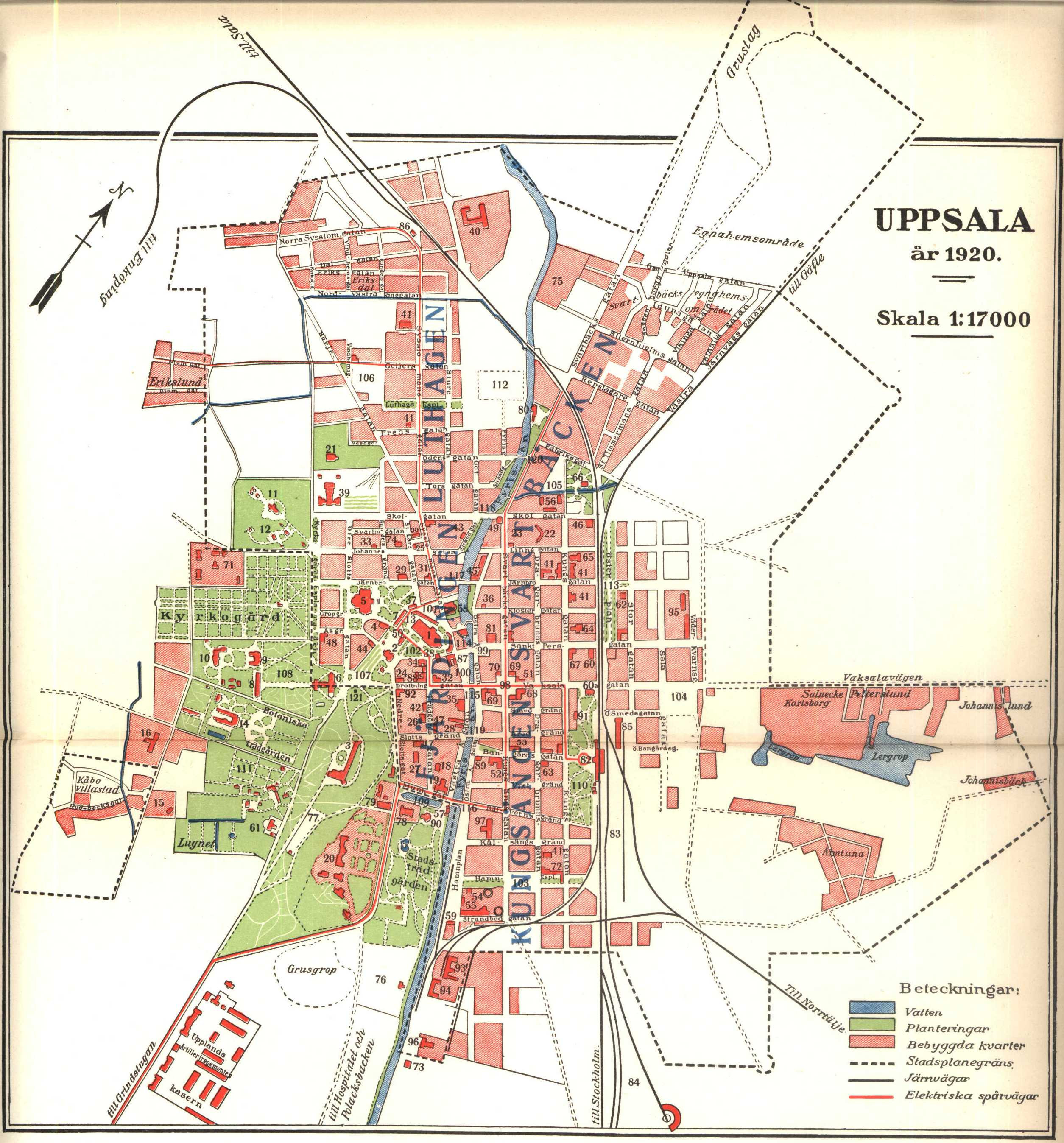
På denna karta från 1920 räknas Svartbäcken enligt den dåvarande definitionen som stadsbebyggelsen norr om Drottninggatan/Vaksalagatan och mellan Fyrisån och järnvägen mot Gävle.

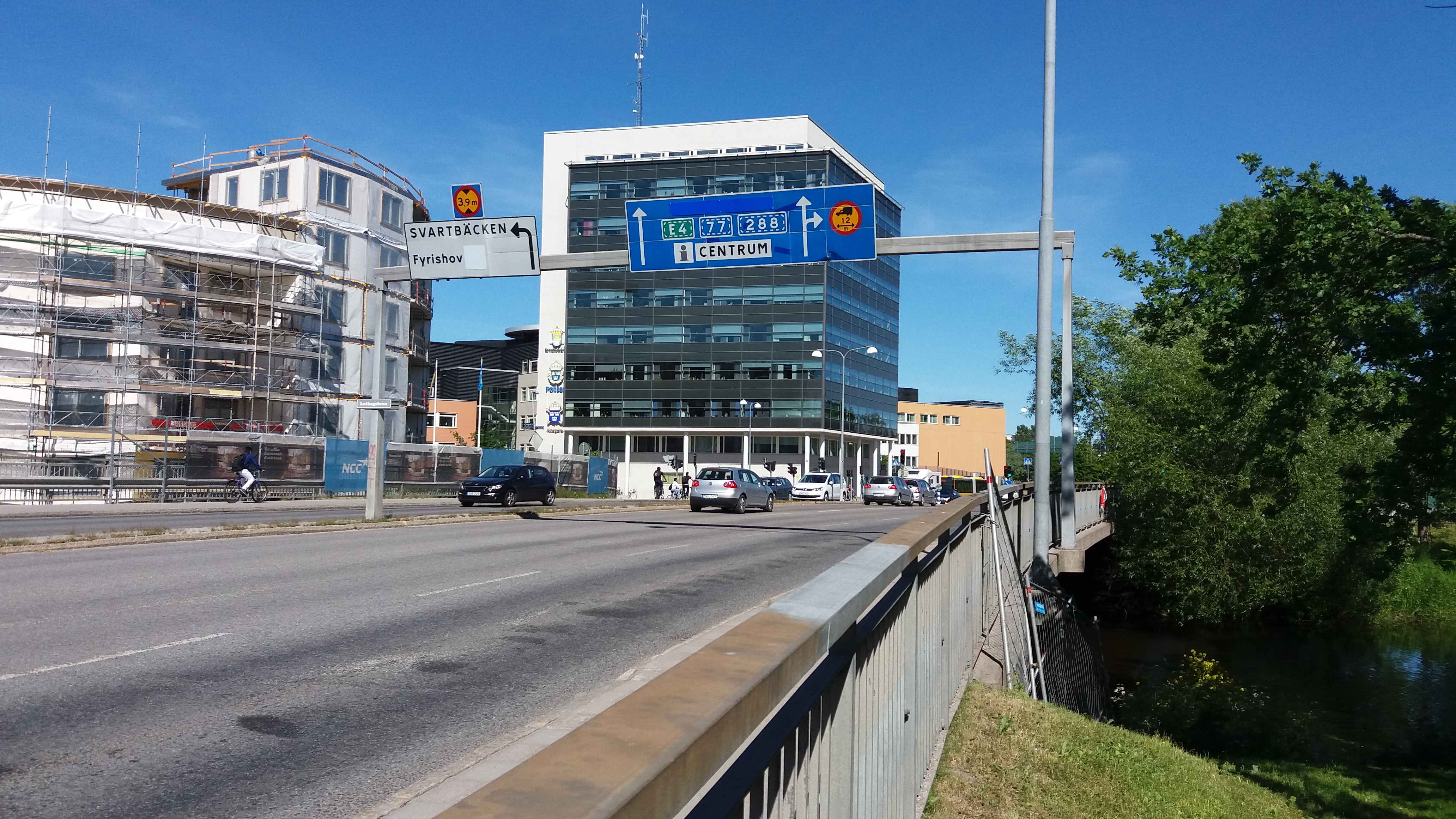
Polishuset i södra Svartbäcken. I förgrunden Luthagsbron.

Medan Svartbäcken ursprungligen[när?] avgränsades av Fyrisån, nuvarande Svartbäcksgatan och Skolgatan, är dagens Svartbäcken ett betydligt större område som avlöser Luthagen vid Fyrisån, på det ställe där Luthagsesplanaden avlöses av Råbyvägen, vid Fyrisskolan. Svartbäcken avgränsas i norr av Bärbyleden, i öster av Norra stambanan/Ostkustbanan och alltså i väster av Fyrisån. En distinkt gräns i söder är svårare att finna. Traditionellt sett gick den i linje med Drottninggatan, Stora torget och Vaksalagatan, dvs mitt i centrum, men i dag har gränsen, åtminstone i det allmänna medvetandet, flyttats en bra bit norrut. De äldre kvarteren omkring Svartbäcksgatans södra del räknas oftast till Uppsala centrum. Tunabackar räknas som en separat stadsdel nordväst om Svartbäcken, och både Tunabackar och Svartbäcken räknades under kommundelsreformens tid (före 2003) som del av Gamla Uppsala kommundel.

## Historia och bebyggelse
I början av 1900-talet var dagens Svartbäcken ett relativt fattigt område med enkla arbetarbostäder och där fanns även fattighus. Numera betraktas dock Svartbäcken som ett mycket attraktivt område att bo i. De gamla arbetarbostäder som bevarats är i dag dyra bostäder. 
Det ursprungliga Svartbäcken, i området mellan Stora Torget och Skolgatan, fick sitt nuvarande rätvinkliga gatunät i samband med 1643 års stadsplan som realiserades under åren fram till 1660. Yttre Svartbäckens gatunät, norr om Skolgatan, följer till större delen den plan som upprättades av Per Hallman 1908. Utmärkande för gatunätet är att gatorna är mycket varierande i bredd, kurvigt böjda eller byter riktning, och att många större gator i området inte är parallella. Runt Stiernhielms plan uppfördes några av landets första radhus 1913.

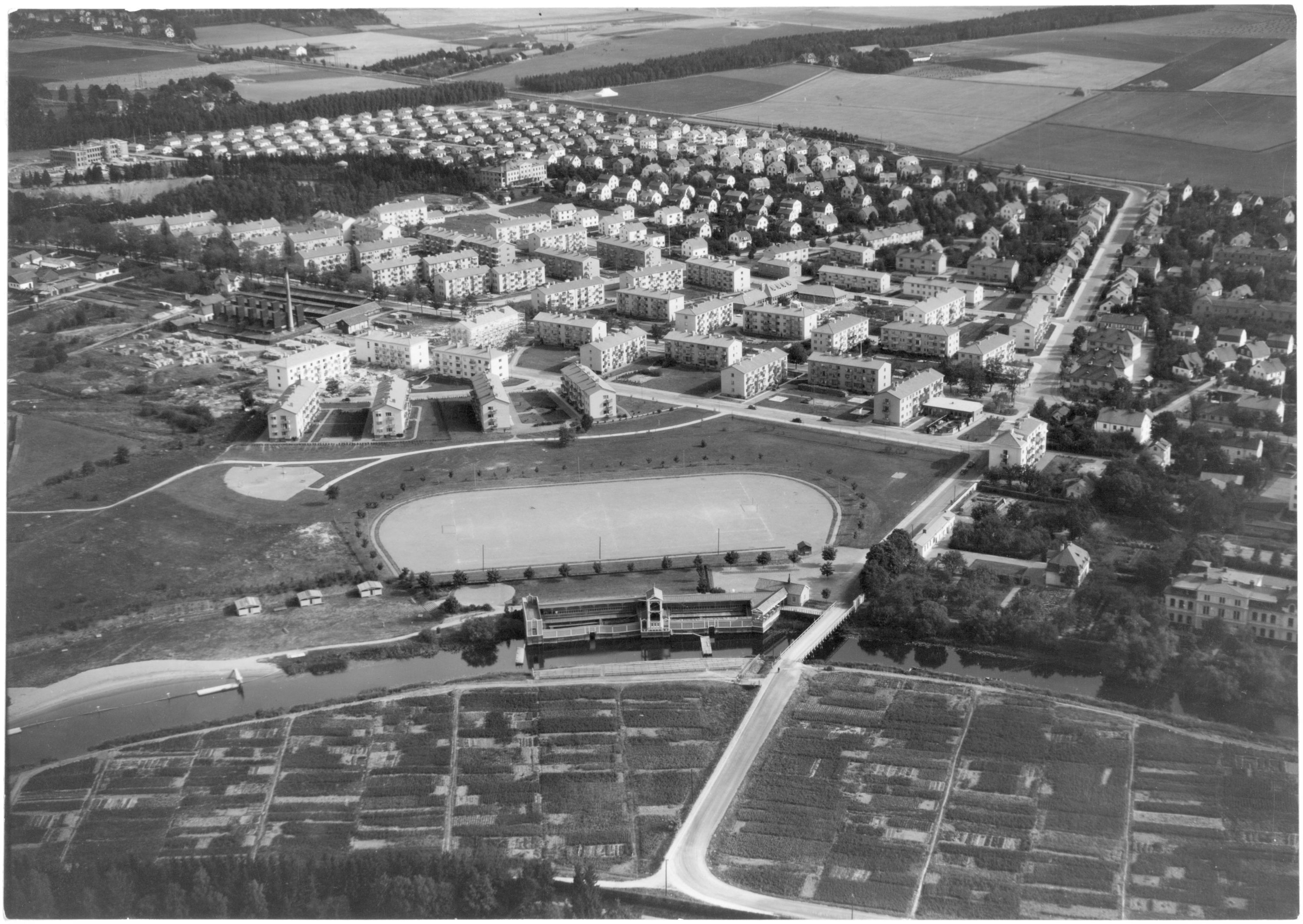
Flygfoto över Tuna backar och Svartbäcken, 1940-tal. Fyrishovs dåvarande kallbadhus i förgrunden. I bakgrunden syns bland annat Domarringens skola under uppförande och von Bahrska häcken.

Den södra delen av dagens Svartbäcken består till största del av flerfamiljshus och är en relativt urban stadsmiljö. I stadsdelens västra del, utmed Svartbäcksgatan, finns dels ett antal bensinmackar och dels flerfamiljshus från i huvudsak mitten av 1900-talet. Den östra delen av Svartbäcken, närmare Norra stambanan/Ostkustbanan, domineras av småhusbebyggelse från 1900-talets första hälft. Längst i norr finns ett ursprungligen mycket enhetligt villaområde i funkisstil, byggt 1939–1944 efter Gunnar Leches områdesplan, där dock de flesta husen kraftigt förändrats av ombyggnationer under sent 1900-tal och tidigt 2000-tal. Rent generellt har många av en- och tvåfamiljshusen i Svartbäcken förvanskats av sådant som byten av fasadmaterial, tilläggsisoleringar och fönsterbyten. Få hus finns bevarade i ursprungligt skick. Skillnaden är alltså stor jämfört med liknande områden i Stockholm, exempelvis Bromma, där bebyggelsen vårdats relativt väl.

## Kända invånare
Bland invånarna märks politikern Birgitta Dahl (S), tidigare statsråd och talman, samt jazzpianisten Bengt Hallberg (1932–2013). Hollywoodskådespelaren och modellen Hillevi Rombin, Miss Universum 1955, växte upp i Svartbäcken, vilket Uppsalasångaren Owe Thörnqvist besjungit i Svartbäckens ros. Under sin period i Uppsala var även stavhopparen Armand Duplantis bosatt här.

## Näringsliv och service
Svartbäcksgatan är stadsdelens genomfartsgata, och den huvudsakliga infartsleden norrifrån. Utmed gatans södra del ligger flera kontorslokaler, butiker, bensinstationer och bilverkstäder. Här finns även flera restauranger och kaféer. Svartbäckens vårdcentral ligger i stadsdelens sydvästra del.

## Kultur och idrott

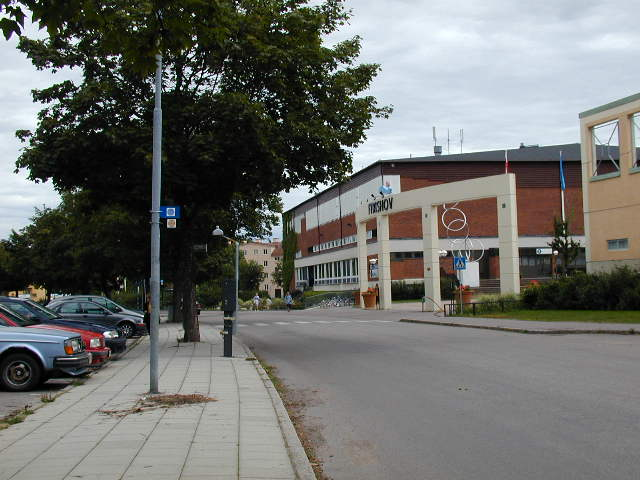
Fyrishov

I Svartbäcken ligger sportanläggningen Fyrishov med diverse sporthallar och äventyrsbad, Fyrisfjädern, samt utomhusplaner för rugby och amerikansk fotboll.
Uppsalas mest kända idrottsförening, IK Sirius, bildades 1907 i stadsdelen Svartbäcken. Grundtanken var att föreningen skulle bedriva flera olika aktiviteter, även utanför idrottens värld. Klubben skulle fungera som en knutpunkt för ungdomar i alla åldrar. Under det första året innan Studenternas IP uppfördes i södra delen av Uppsala bar föreningen tre olika namn. Det började med Svartbäckens IK för att sedan ändras till IK Spurt innan det nuvarande namnet Sirius antogs.
Svartbäcken har besjungits av Owe Thörnqvist i "Svartbäckens ros" som handlar om Hillevi Rombin, uppväxt i Svartbäcken och sedermera Fröken Sverige och Miss Universum. 
August Strindberg skrev en novellsamling inspirerad av studenttiden i Uppsala som heter Från Fjärdingen och Svartbäcken, där det sena 1800-talets studentliv skildras satiriskt.

## Vattendraget Svartbäcken
Av själva bäcken Svartbäcken återstår i dag en utmynning i Fyrisån norr om Haglunds bro. I övrigt är den överbyggd av hus från och med Mikaelskyrkan.

## Utbildning
Domarringens skola är en F-5 skola med 522 elever och 75 förskoleklasselever i Svartbäcken. Skolan har tillgång till stora grönområden. Skolan invigdes den 25 augusti 1948 och ritades av dåvarande stadsarkitekten Gunnar Leche, som för övrigt ritade stora delar av Tuna Backar. Hans Rosling som var en världskänd professor i internationell hälsa har gått på denna skola. Skolan vann Vi i femman år 2005.
Tunabergsskolan är en 6-9 skola med strax över 500 elever. Skolan byggdes på slutet av 1960-talet. Skolan består av en grundskola och en särskola.
Närmaste gymnasieskola är Fyrisskolan  som ligger i södra Luthagen.

## Gator och platser
- Bärbyleden
- Svartbäcksgatan
- Råbyvägen

## Byggnader
- Fyrishov, badhus och inomhusarena
- Polishuset